# Sonate K. 120
La sonate K. 120 (F.79/L.215) en ré mineur est une œuvre pour clavier du compositeur italien Domenico Scarlatti.

## Présentation
La sonate K. 120 en ré mineur, notée Allegrissimo, est « une œuvre de virtuosité éblouissante », très riche et extraordinairement variée. Au tempo effréné qu'exige Scarlatti, il s'agit techniquement de la plus difficile sonate qui soit en raison des croisements de mains poussés à l’extrême,, « sauvages » selon Kirkpatrick, aussi bien à la main gauche qu'à la main droite de manière acrobatique et extravagante. Par exemple mesure 16, où la main gauche se trouve dans l’aigu et, d'un grand saut, marque une note basse en alternance, nécessitant non seulement un jeu de bras, mais un jeu d'épaule ; puis mesure 19, où la main droite imite ce balancement, bondissant dans le grave. Mais Scarlatti y ajoute une difficulté supplémentaire : un trille, le tout sur une musique délicieuse de bourdonnants essaims de sixtes, comme dit Guy Sacre. Le risque de fausses notes est maximal et fait naître une certaine excitation transmise de l'exécutant à l'auditeur. Ces mouvements, sauts et trilles sont parfaitement visibles sur la vidéo de la jeune claveciniste espagnole Sara Johnson Huidobro en bas de page. Cette sonate privilégie les yeux sur les oreilles : « sans ce spectacle du virtuose aux prises avec ces dangers, elle semble banale et ne déclenche aucun frisson ». Certains mouvements des mains se font en même temps. Certains passages peuvent se jouer sans croisement, mais la pièce perd alors de son intérêt.
Cette sonate fait partie du groupe appelé « la période flamboyante », qui comprend également les sonates K. 43 à 57, K. 96, 115 et 116, à la forme très dynamique et d'une « richesse intérieure » sans commune mesure avec les Essercizi, dont la forme est relativement simple et la richesse plutôt « extérieure ».

## Manuscrits et éditions

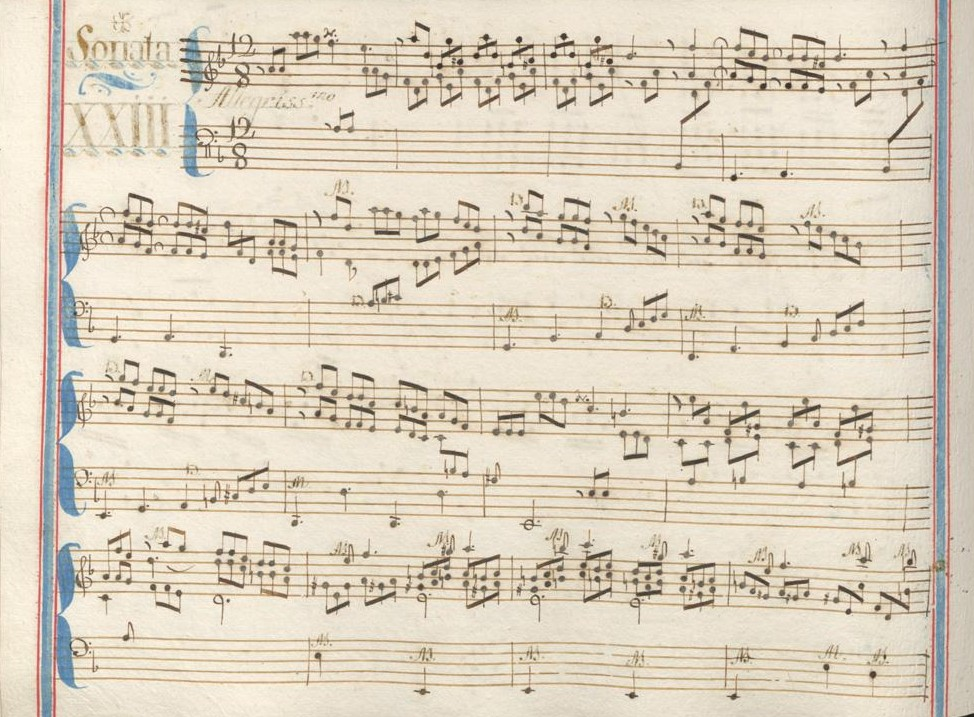
Début de la sonate, extraite du volume XV du manuscrit de Venise. Les croisements de mains sont indiqués par un « M » et un « D ».

Les sources principales sont le numéro 23 du manuscrit de Venise XV (1749) et Parme II 16 (Ms. A. G. 31407). Les autres sources sont Münster III 14 (Sant Hs 3966) et Vienne E 13 et G 41. Une copie figure également à Saragosse, source 3, ms. B-2 Ms. 31, fos 23v-25r, no 12 (1751–1752)
La première édition de John Johnson est parue en 1754 à Londres, en tant que no 2, avec cinq autres sonates (dans l'ordre de l'édition) : K. 298, puis, 246, 113, 247 et 299.

## Interprètes
La sonate K. 120 est peu enregistrée par les pianistes, citons néanmoins Carlo Grante (Music & Arts, vol. 1) et Alon Goldstein (2018, Naxos, vol. 24). 
Au clavecin, elle est interprétée par Huguette Dreyfus (1967, Valois), Rafael Puyana, sur son magnifique Hieronymus Albrecht Hass de 1740 (1985, L'Oiseau-Lyre/Decca), Scott Ross (1985), Virginia Black (1986, CRD), Glen Wilson (1990, Teldec), Christophe Rousset (1997, Decca), Sergio Vartolo (2000, Bongiovanni) et Richard Lester (2005, Nimbus, vol. 6).

## Sources
: document utilisé comme source pour la rédaction de cet article.
- Ralph Kirkpatrick (trad. de l'anglais par Dennis Collins), Domenico Scarlatti, Paris, Lattès, coll. « Musique et Musiciens », 1982 (1re éd. 1953 (en)), 493 p. (OCLC 954954205, BNF 34689181).
- Alain de Chambure, « Domenico Scarlatti : Intégrale des sonates — Scott Ross », p. 185, Erato (2564-62092-2), 1985 (OCLC 891183737) .
- François-René Tranchefort (dir.), Guide de la musique de piano et de clavecin, Paris, Fayard, coll. « Les Indispensables de la musique », 1987, 578 p. (ISBN 978-2-213-01639-9, OCLC 17967083), p. 641.
- Guy Sacre, La musique pour piano : dictionnaire des compositeurs et des œuvres, vol. II (J-Z), Paris, Robert Laffont, coll. « Bouquins », 1998, 2425–2426 p. (ISBN 978-2-221-08566-0).
- (es) Celestino Yáñez Navarro (thèse), Nuevas aportaciones para el estudio de las sonatas de Domenico Scarlatti. Los manuscritos del Archivo de Música de las Catedrales de Zaragoza, Université autonome de Barcelone, 2016 (lire en ligne)